# SK On Hungary Kft.
Az SK On Hungary Kft. (korábbi nevén SK Battery Hungary Gyártó Kft.) a dél-koreai székhelyű SK On Co., Ltd. (az SK Group része) magyarországi leányvállalata.

## Története
A céget 2017 októberében alapították. 2019-ben 430 ezer m²-es gyártóüzemet hozott létre Komáromban 330 millió dolláros beruházással, évi 7,5 GWh-nyi (mintegy 25 ezer autóhoz elegendő) akkumulátor gyártására. A beruházáshoz a kormány 2018-ban 8,2 milliárd forintnyi támogatást ítélt meg. Az üzem 2020-ban nyitott meg.
2021-ben újabb, 700 ezer m²-es gyár építését jelentették be Iváncsán. A 2,3 milliárd dolláros beruházáshoz a kormány 76 milliárd Ft egyedi támogatást biztosított. A gyár a sorozatgyártást 2024 tavaszán kezdte meg.
2022-re a cég árbevétele megközelítette az 1 milliárd dollárt, munkavállalói létszáma pedig elérte az 1278 főt, 2024 márciusára pedig a 2938 főt.
Az elektromosautó-vásárlási támogatások visszavágása 2023 végétől a kereslet csökkenéséhez vezetett, ezért a gyártók világszerte, de különösen Európában visszafogták a termelést. A járműipari szereplők akkumulátor-megrendeléseinek visszaesése érzékenyen érintette az ágazatot. Májusban, nagyjából a sorozatgyártás beindulásával egy időben az iváncsai gyárból 609 fő kölcsönzött vendégmunkást bocsátottak el, majd sajtóinformációk szerint a komáromi gyárban sem hosszabbították meg a külsősök szerződéseit, emellett április és november között a saját munkavállalók létszáma is mintegy 500 fővel csökkent – a cég tájékoztatása szerint munkavállalók önkéntes felmondása miatt.